# Sporadi
Sporadi (grško Βόρειες Σποράδες, Vóries Sporádhes [ˈvories spoˈraðes]) so otočje ob vzhodni obali Grčije, severovzhodno od otoka Evbeja, v Egejskem morju. Sestavljeni so iz 24 otokov, od katerih so štirje stalno naseljeni: Alonnisos, Skiathos, Skopelos in Skyros. Imenujejo jih tudi Tesalijski Sporadi (Θεσσαλικές Σποράδες).

## Etimologija
Sporade pomeni 'tisti razpršeni' (primerjajte s 'sporadični'). Od klasične antike se je ime nanašalo na skupine Egejskih otokov zunaj osrednjega arhipelaga Kikladov.

## Geografija
V sodobnem geografskem jeziku obstaja pet različnih skupin Sporadov:
- Tesalijski Sporadi (Θεσσαλικές Σποράδες) ali Severni Sporadi. Od ok. 1960 se izraz 'Sporades' nanaša predvsem na te otoke:
  - Skopelos
  - Alonisos
  - Skiatos
  - Skiros
  - Kyra Panagia
  - Peristera
  - Gioura
  - Skantzoura
  - Piperi
  - Tsougria
- Trakijski Sporadi (Θρακικές Σποράδες): Tasos, Samotraki, Imbros, Lemnos in Agios Efstratios
- Zahodni Sporadi (Δυτικές Σποράδες): Salamina, Egina, Poros, Hidra, Speces in drugi otoki Saronskega zaliva in Mirtojskega morja
- Vzhodni Sporadi (Ανατολικές Σποράδες), tj. otoki v vzhodnem in severovzhodnem Egejskem morju, blizu obale Male Azije: Samos, Ikaria, Lezbos, Hios, Tenedos, Psara, Oinousses in manjše skupine otokov
- Južni Sporadi (Νότιες Σποράδες), tj. Dodekanez, ki sta ji včasih dodana skupina Samos in Ikaria.

## Uprava
Kot del vladne Kalikratove reforme leta 2011 je bila regionalna enota Sporadi (Περιφερειακή Ενότητα Σποράδων) ustanovljena iz dela nekdanje prefekture Magnezija, regija Tesalija. Območna enota je razdeljena na 3 občine. To so:
- Skiatos (1)
- Skopelos (3)
- Alonnisos (2)
- Otok Skyros z nekaj nenaseljenimi otočki na njegovem območju je del regionalne enote Evbeja in upravne regije Osrednje Grčije.